# 宿主转换

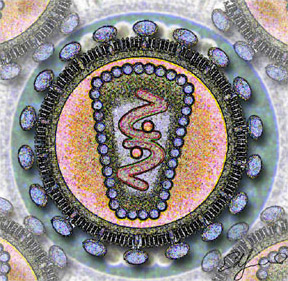
人类免疫缺陷病毒(HIV1和 HIV2)表现出从非人灵长类到人类的进化性演化。

在寄生虫学和流行病学中，宿主转换是针对宿主的特异性进化性演化。 所有共生物种，例如寄生虫、病原体和互利生物，都表现出一定程度的宿主特异性。 它们寄生在单一寄主物种的身体中(或身体表面) ，或者更常见的情况是是寄生在一组有限的寄主物种上。 在后一种情况下，合适的寄主物种往往是在分类学上密切相关联的，它们往往具有相似的形态和生理学性状。
例如，人类免疫缺陷病毒（HIV）曾经出现在非洲中西部的非人灵长类动物身上，并在20世纪早期转变为以人类为宿主的病毒。

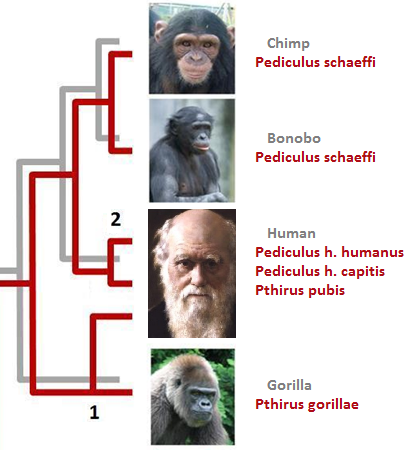
人亚科物种 和虱子之间可能存在物种共存现象。 在上图中，人类及亚人科物种(人类及其近亲物种)的种系发生用灰色线标出，血虱的系统发生用红线标出。 共同物种形成导致了相似的拓扑结构，除了两个进化事件的不同，这两个共生物种的演化结构几乎是一样的。 首先，大猩猩虱子宿主转移到人类身上，从而产生了阴虱这一物种。 其次，人虱分化成为两种形式，头虱和体虱。

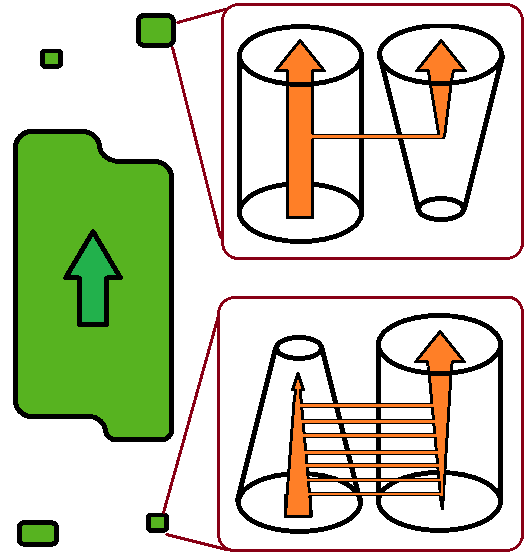
寄主的种群(绿色)在南方撤退，在北方向前推进。 圆柱体代表具有稳定或变化种群大小的寄主种群。 寄生虫种群用橙色箭头表示。 宿主转换更经常发生在不断增大的宿主种群上，例如入侵物种的先驱种群(如上图)。 相反的，宿主转换倾向于远离退缩中的宿主种群，例如宿主退化区域留下的残余种群(见下图)。

最近的研究提出，将两种具有宿主特异性的进化性演化类型区分开。
根据这种观点，寄主转换是一些能够在新的寄主上建立一个新的可行的种群的寄生个体对一个新的寄主物种的寄生造成的。而这种新种群的形成往往是意外和突然的。 在完成对新寄主的寄生之后，新的种群或多或少地与原来的种群产生了隔离。 它不影响同种寄生虫在供体宿主上的进一步命运，并可能最终导致新寄生生物的物种形成。 寄生物种的转换更有可能瞄准那些人口日益增长的宿主种群，和寄生者/病原体动物相对贫乏的种群。例如入侵物种的先驱种群。
相反，在多宿主寄生物种情况下，宿主转移是一个特定宿主物种作为初级宿主与次级宿主的相对作用的逐渐变化。 原主寄主逐渐成为次要寄主，甚至完全被遗弃，而原次要寄主则成为新的主要寄主。 这个过程是缓慢和更可预测的，且不会增加寄生虫的多样性。 可以预见的是，它通常发生在寄主种群数量减少，且寄主种群数量相对较少 (考虑到寄主种群规模较小) ，寄生物种 / 病原动物数量较多的情况下。